# Cesar Strings
Cesar Strings (Bucaramanga, Colombia, 1 de abril de 1983) es un guitarrista colombiano de death metal melódico. Es reconocido por hacer parte de la banda colombiana de death metal melódico Perpetual.

## Biografía
Comienza sus estudios musicales a la edad de 12 años, después de que su madre le comprara su primera guitarra acústica en 1995. A los 17 años de edad ingresa al Conservatorio Departamental de Santander, en la ciudad Bucaramanga al oriente Colombiano. Cuando tiene 18 años ingresa a la Facultad de Música de la Universidad Autónoma de Bucaramanga y posteriormente continua sus estudios en la Universidad Industrial de Santander tomando como énfasis la guitarra clásica.
Durante este tiempo académico, pasa a formar parte de la banda de death metal melódico Perpetual en el año 2004, banda con la cual ha editado algunos discos, Perpetual (álbum) (2007), distribuido por el sello Storm Blaze. Paralelamente a esto, Cesar desarrolla su proyecto solista. En el año 2007 realiza junto con su banda Perpetual, una gira por todo Suramérica en donde visita 7 países con más de 40 presentaciones, un logro que aporta experiencia para su labor como guitarrista.

## Discografía

### Perpetual
- True Metal Subversion 3 (Compilado) - (2005)
- Primal Lust Ambrosia (Single) - (2006)
- Spreading The Sickness (Compilado) (2006)
- Perpetual (álbum) - (2007)
- The Golden Beast (Compilado) - (2008) Tributo a Iron Maiden
- States of Madness (Album) - (2011)

### Videoclips
- Primal Lust Ambrosia (2006)